# 베른하르트 푀르스터
베른하르트 푀르스터(독일어: Bernhard Förster, 1843년 10월 10일 ~ 1889년 9월 30일)는 독일의 교사, 식민개척자였다. 엘리자베트 푀르스터 니체의 남편이며, 철학자 프리드리히 니체의 매제가 된다.
푀르스터는 유대인들을 “독일이라는 몸의 기생충”으로 여기는 유대인 문제를 제기한 주요 극우 반유대주의 논객 중 하나였다. 자기 주장의 지지를 모으기 위해 그는 1881년 막스 리베르만 폰 조넨베르크 등과 함께 독일민족협회(독일어: Deutscher Volksverein 도이처 폴크스페라인[*])를 설립했다.
그는 1883년 파라과이로 이주했고, 몇 개월에 걸쳐 물색한 끝에 식민지를 세울 땅을 찾았다. 푀르스터의 식민지는 아순시온 북쪽으로 약 300km 떨어진 곳에 위치한 면적 600km 의 부지였다. 이 식민지는 누에바게르마니아라는 이름으로 알려졌다. 푀르스터는 1885년 3월 독일로 귀국했고, 같은 해 5월 22일 엘리자베트 니체와 결혼했다. 푀르스터 부부는 반유대주의 이념을 공유하고, 아리아인이 번영할 수 있는 새로운 "조국(파터란트)"에 살기를 원하는 한 무리의 "개척자"들을 모았다. 그들은 1886년 2월 함부르크에서 출발해 파라과이로 갔다. 그러나 그들의 야심은 여러 이유로 인해 실패했고, 감당할 수 없는 빚을 진 푀르스터는 폭음을 하며 우울증에 빠졌다. 1889년 9월 30일 푀르스터는 파라과이 산베르나르디노의 호텔 델 라고의 자기 방에서 모르핀과 스트리크닌을 섞은 독극물로 음독자살했다.
푀르스터는 산베르나르디노 현지에 매장되었다.<ref>Kracht, C., & Woodard, D., Five Years (Hanover: Wehrhahn Verlag, 2011).</ref 사후 미망인이 된 엘리자베트는 남편의 평판을 구제할 목적으로 그를 영웅으로 묘사하는 회고록을 썼고 1891년 출간했다.